# Reform des Werkstattsystems
Der Begriff Reform des Werkstattsystems bezeichnet in Deutschland eine im Jahr 2023 vom Bundesministerium für Arbeit und Soziales (BMAS) initiierte Reform, durch die die Bedingungen der Arbeit in Werkstätten für behinderte Menschen grundlegend und nachhaltig verändert und die Bedeutung der Werkstätten im Kontext eines inklusiven Arbeitsmarktes verringert werden sollen. Die vollständige Auflösung von Werkstätten für behinderte Menschen ist nicht Gegenstand des betreffenden Diskurses.
Der Begriff und verwandte Bezeichnungen (z. B. „Werkstattreform“) bezeichneten auch verschiedene Konzepte, die ab 2019 von einer Forschergruppe im Auftrag des Bundesministeriums für Arbeit und Soziales gesammelt wurden, sowie die Empfehlungen, die die Gruppe aus den ihnen vorliegenden Konzepten abgeleitet und 2023 in einer Studie veröffentlicht hat.

## Aktuelle Rahmenbedingungen für die Arbeit in Werkstätten für behinderte Menschen
Beschäftigte in einer Werkstatt für behinderte Menschen leisten zwar produktive Arbeit (§ 219 Absatz 2 SGB IX), aber nicht als Arbeitnehmer. Beschäftigte im Arbeitsbereich einer Werkstatt für behinderte Menschen stehen zu den Werkstätten in der Regel in einem arbeitnehmerähnlichen Rechtsverhältnis (§ 221 Abs. 1 SGB IX).
Die Bedeutung des Begriffs „arbeitnehmerähnliche Person“ konkretisiert Hans-Günther Ritz folgendermaßen: „In der Werkstatt wird ‚richtig‘ gearbeitet, d. h. die Mitarbeiter_innen produzieren Werte wie alle ‚normalen‘ Produzent_innen auch. Arbeit in der WfbM ist Arbeit und keine Beschäftigungstherapie. Obwohl sie für den Markt produziert, hat die Werkstatt die Möglichkeit (und die Verpflichtung), den Druck des allgemeinen Arbeitsmarktes von den einzelnen Mitarbeiter_innen fernzuhalten. Grund dafür ist ihre überwiegende Finanzierung aus Steuermitteln ebenso wie die Tatsache, dass die Mitarbeiter_innen ihren Lebensunterhalt nicht aus dem Arbeitsergebnis bestreiten müssen.“
In einer WfbM sind behinderte Menschen tätig, die gemäß § 219 Abs. 1 SGB IX wegen Art oder Schwere der Behinderung nicht, noch nicht oder noch nicht wieder auf dem allgemeinen Arbeitsmarkt beschäftigt werden können. Sie brauchen nur ein Mindestmaß wirtschaftlich verwertbarer Arbeitsleistung zu erbringen (§ 219 Abs. 2, § 220 SGB IX) und erhalten dafür ein Arbeitsentgelt deutlich unterhalb des Mindestlohns für Arbeitnehmer.
Wegen ihrer vollen Erwerbsminderung gelten „werkstattbedüftige Personen“ als auf dem allgemeinen Arbeitsmarkt „nicht beschäftigungsfähig“; sie können nicht als „arbeitssuchend“ registriert werden und damit nicht den Arbeitslosen-Status erwerben. Im Prinzip arbeitslos werden zu können, ist jedoch ein Definitionsmerkmal eines nicht (wegen seiner Unkündbarkeit) privilegierten Arbeitnehmers. Solange sozialversicherungspflichtige Personen wegen des Grades ihrer Behinderung keine Beiträge zur Arbeitslosenversicherung bezahlen müssen, gelten sie auch dann nicht als „Arbeitnehmer“, wenn sie gemeinsam mit erwerbsfähigen Personen in einem Unternehmen tätig sind.

### Zusammensetzung des Einkommens Beschäftigter in einer WfbM
Die Vergütung von WfbM-Beschäftigten setzt sich aus drei Entgeltkomponenten zusammen: einem fixen Grundbetrag und einem individuell bemessenen Steigerungsbetrag (§ 221 Abs. 2 SGB IX) sowie ggf. dem Arbeitsförderungsgeld (§ 59 SGB IX) (Studie, S. 52).
Im Durchschnitt erhalten die Beschäftigten im Arbeitsbereich ihrer WfbM nach Maßgabe ihrer Selbstauskunft im (ungefähr) 1. Quartal 2022 219 Euro im Monat als Arbeitsentgelt. Von den Beschäftigten im Arbeitsbereich erhalten 42 % Rentenzahlungen, 42 % Grundsicherung bei Erwerbsminderung und 20 % Kindergeld. Der Erhalt von Wohngeld (9 %) und von Geld durch die Familie (6 %) kommt deutlich seltener vor. Knapp 8 % der Befragten aus dem Arbeitsbereich erhalten sowohl Grundsicherung als auch eine Rentenzahlung (Studie, S. 102. f.). Da die Grundsicherung eine nachrangige Leistung ist, wird von ihrer maximal individuell möglichen Höhe das Arbeitsentgelt abgezogen, so dass sich eine Entgelterhöhung in der Regel nicht positiv auf das Einkommen des betreffenden WfbM-Beschäftigten auswirkt.

### Möglichkeiten des Übergangs auf den ersten Arbeitsmarkt
Die Förderung von Übergängen in eine sozialversicherungspflichtige Beschäftigung ist laut der Studie des BMAS ein zentraler Baustein in der Inklusion von Menschen mit Behinderungen. (Studie, S. 270)
Laut § 5 Abs. 4 der Werkstättenverordnung haben WfbM einen Inklusionsauftrag („Der Übergang von behinderten Menschen auf den allgemeinen Arbeitsmarkt ist [von ihnen] durch geeignete Maßnahmen zu fördern“).
Auf ihrem 64. Treffen am 3. und 4. November 2022 in Erfurt gaben die 17 Beauftragten des Bundes und der Länder für Menschen mit Behinderungen die „Erfurter Erklärung für einen inklusiven Arbeitsmarkt 2030“ ab. Dabei stellten sie u. a. fest, dass „der Auftrag der Werkstätten aus § 219 SGB IX, den Übergang auf den allgemeinen Arbeitsmarkt zu fördern, bei einer Übertrittsquote von unter einem Prozent seit Jahrzehnten zu selten gelingt und deshalb als weitestgehend gescheitert angesehen wird“.
Die Bundesagentur für Arbeit weist im Zusammenhang mit Beratungen von Menschen mit Behinderung darauf hin, dass sie gemeinsam mit diesen „die erforderlichen Maßnahmen für [deren] berufliche Rehabilitation“ auswähle. Dabei würden die „Fähigkeiten, Interessen und Neigungen“ mit einbezogen. Regelmäßig wird im Folgenden die „berufliche Leistungsfähigkeit“ des Ratsuchenden durch standardisierte Testverfahren festgestellt (Kategorie „Fähigkeiten“). Für „besonders betroffene[…] behinderte[…] Menschen“ wurde der Eignungstest „DIA-AM“ („Diagnose der Arbeitsmarktfähigkeit besonders betroffener behinderter Menschen“) entwickelt. Ist diese laut Test unzureichend, wird dem Getesteten „Werkstattbedürftigkeit“ attestiert.
Diese Diagnose schließt davon Betroffene von Fördermaßnahmen zum Übergang auf den allgemeinen Arbeitsmarkt wie der Unterstützten Beschäftigung (§ 55 SGB IX) aus. Demnach gehören „Menschen mit Behinderungen, die werkstattbedürftig im Sinne des § 219 SGB IX sind“, nicht zur Zielgruppe derer, die von der BA Maßnahmen zur „Unterstützten Beschäftigung“ bewilligt bekommen sollen. Die letzte Fassung der „Fachlichen Weisung“ der BA stammt vom 28. Dezember 2021. In § 219 SGB IX ist in Absatz 3 zu lesen, dass eine WfbM „den Übergang geeigneter Personen auf den allgemeinen Arbeitsmarkt“ fördere (d. h. fördern solle).

## Feststellung eines Reformbedarfs
Eine Reform der beruflichen Rehabilitation von Menschen mit Behinderungen war bereits im Jahr 2005 Gegenstand des Koalitionsvertrags der nach der Bundestagswahl 2005 neu gebildeten Großen Koalition: „Die berufliche Integration von Menschen mit Behinderungen werden wir intensivieren. Wir wollen, dass mehr von ihnen die Möglichkeit haben, ausserhalb [sic!] von Werkstätten für behinderte Menschen ihren Lebensunterhalt im allgemeinen Arbeitsmarkt erarbeiten zu können.“
Bereits in den 2010er Jahren war die Weigerung, Beschäftigten in einer WfbM den Arbeitnehmerstatus zuzuerkennen, Gegenstand von Kontroversen.
Am 15. Mai 2015 kritisierte der „Ausschuss für die Rechte von Menschen mit Behinderungen“ der UN auf der Grundlage von Art. 27 des Übereinkommens über die Rechte von Menschen mit Behinderungen in seinem „ersten Staatenbericht“ über die Verhältnisse in Deutschland, „dass segregierte Werkstätten für behinderte Menschen weder auf den Übergang zum allgemeinen Arbeitsmarkt vorbereiten noch diesen Übergang fördern.“ Daher empfahl der Ausschuss dem Konventions-Vertragsstaat Deutschland „die schrittweise Abschaffung der Werkstätten für behinderte Menschen durch sofort durchsetzbare Ausstiegsstrategien und Zeitpläne sowie durch Anreize für die Beschäftigung bei öffentlichen und privaten Arbeitgebern im allgemeinen Arbeitsmarkt“. Diese Forderung wurde jedoch am 17. Februar 2023 auf einem Treffen der Behindertenbeauftragten der Bundestagsfraktionen mit Vertretern der Behindertenhilfe, Werkstatträten und Praktikern von den Anwesenden einhellig abgelehnt. Niemand wolle Menschen mit Behinderung ihr durch § 8 SGB IX garantiertes Wunsch- und Wahlrecht absprechen, „wenn sie in der Werkstatt weiter beschäftigt bleiben möchten.“ Es gehe bei der Werkstattreform nicht um die Schließung aller Werkstätten.
Aus ihrer Analyse, der zufolge die Institution WfbM ihren Auftrag nicht erfüllt habe, Menschen mit Behinderung auf den ersten Arbeitsmarkt zu vermitteln, leiteten die Behindertenbeauftragten des Bundes und der Länder im November 2022 die Forderung ab, die Vertreter der Werkstätten und von Inklusionsbetrieben sollten „bis spätestens 2025 […] ein Konzept mit konkreten Schritten […] erarbeiten, um die Inklusionsbetriebe zu wichtigen Orten der betrieblichen Ausbildung und Beschäftigung von Menschen auf dem allgemeinen Arbeitsmarkt zu entwickeln“.
Im Jahr 2019 forderte der Deutsche Bundestag die Bundesregierung auf, „innerhalb von vier Jahren zu prüfen, wie ein transparentes, nachhaltiges und zukunftsfähiges Entgeltsystem [für Beschäftigte in einer WfbM] entwickelt werden kann“. Damit gaben Angehörige der die Große Koalition tragenden Parteien den Anstoß zu einer umfassenden Werkstattreform. Zu diesem Zweck wurde im Auftrag des Bundesministeriums für Arbeit und Soziales die „Studie zu einem transparenten, nachhaltigen und zukunftsfähigen Entgeltsystem für Menschen mit Behinderungen in Werkstätten für behinderte Menschen und deren Perspektiven auf dem allgemeinen Arbeitsmarkt“ vom Institut für Sozialforschung und Gesellschaftspolitik (ISG) und dem Institut für angewandte Sozialwissenschaft (infas) in Zusammenarbeit mit Arnold Pracht und Felix Welti erarbeitet und am 14. September 2023 der Öffentlichkeit zugänglich gemacht. Im Zuge des Regierungswechsels im Dezember 2021 hatte die neue Ampelkoalition den Arbeitsauftrag der Studienautoren unverändert gelassen.

## Grundlagen einer Werkstattreform

### Juristischer Rahmen der Reform
Die Studie benennt den rechtlichen Rahmen, innerhalb dessen es in Deutschland die Möglichkeit zu bzw. die Notwendigkeit von Reformen der Institution „Werkstatt für behinderte Menschen“ gibt.
Dabei spricht sie nicht alle Aufgaben an, die Deutschland laut dem Staatenbericht des „UN-Ausschusses für die Rechte von Menschen mit Behinderungen“ von 2023 aus Art. 27 des Übereinkommens über die Rechte von Menschen mit Behinderungen der UN auf dem Weg zu einem inklusiven Arbeitsmarkt erledigen muss, wie die Schaffung von „inklusiven Ausbildungsstrukturen, barrierefreien Arbeitsstätten und hinreichenden, marktkompatiblen Unterstützungs- und Regulierungsmechanismen für Unternehmen.“
Seit der Unterzeichnung des Übereinkommens über die Rechte von Menschen mit Behinderungen der UN durch die Bundesrepublik Deutschland im Jahr 2009 ist das Übereinkommen in Deutschland unmittelbar geltendes Recht. Darüber hinaus ist die Europäische Union als Ganze, deren Mitglied Deutschland ist, im Januar 2021 dem Übereinkommen beigetreten, so dass die Bestimmungen der UN-BRK auch Teil des Rechts der EU sind, das als solches für Deutschland rechtsverbindlich ist  (Studie, S. 162 f.). Verboten ist die Diskriminierung von Menschen wegen ihrer Behinderung in Deutschland nicht nur durch deutsches Verfassungsrecht, sondern auch durch die UN-BRK und das Europarecht.
Im Hinblick auf das Thema „Werkstätten für behinderte Menschen“ ist also vor allem zu klären, was genau Art. 27 der UN-BRK, der sich mit dem Komplex „Arbeit und Beschäftigung“ befasst, konkret gebietet und verbietet bzw. (für eine Übergangszeit) duldet. Wichtig ist vor allem die Haltung der UN zur „geschützten Beschäftigung“. Hierzu äußerte der Hohe Kommissar der Vereinten Nationen für Menschenrechte im Dezember 2012 in seiner „Thematischen Studie zu Arbeit und Beschäftigung von Menschen mit Behinderungen“, dass es sich bei den Behindertenwerkstätten „um eine Übergangserscheinung handeln [soll], bis der allgemeine Arbeitsmarkt durch entsprechende Förderung so inklusiv, offen und zugänglich gestaltet ist, dass er allen Menschen mit Behinderungen offen steht.“
Am 15. Mai 2015 kritisierte der „Ausschuss für die Rechte von Menschen mit Behinderungen“ der UN in seinem „ersten Staatenbericht“ über die Verhältnisse in Deutschland, „dass segregierte Werkstätten für behinderte Menschen weder auf den Übergang zum allgemeinen Arbeitsmarkt vorbereiten noch diesen Übergang fördern.“ Daher empfahl der Ausschuss dem Konventions-Vertragsstaat Deutschland „die schrittweise Abschaffung der Werkstätten für behinderte Menschen durch sofort durchsetzbare Ausstiegsstrategien und Zeitpläne sowie durch Anreize für die Beschäftigung bei öffentlichen und privaten Arbeitgebern im allgemeinen Arbeitsmarkt“.
Es stellt sich die Frage, ob Bundesregierungen und andere politische Entscheidungsträger rechtlich die Option haben, am Status quo der Werkstätten weitgehend festzuhalten. Die Autoren der Studie des BMAS sprechen resümierend eine Warnung an die Entscheidungsträger aus: Die Ausnahme von Beschäftigten in einer WfbM „vom Arbeitnehmerstatus und damit von der Geltung des Mindestlohngesetzes sowie die fehlende Einbeziehung in die Arbeitslosenversicherung, soweit sie allein mit der Behinderung der Beschäftigten begründet ist oder sich faktisch aus ihr ergibt, kann als Verstoß gegen deutsches Verfassungsrecht (Art. 3 Abs. 3 S. 2 GG), gegen das EU-Recht (Art. 1, Art. 3 Abs. 1 lit. c) RL 2000/78/EG) sowie gegen Völkerrecht gesehen werden (Art. 27 Abs. 1 Abs. 2 lit. a) i.V.m. Art. 5 Abs. 2 UN-BRK). Würde diese Auffassung von den gesetzgebenden Körperschaften, vom BVerfG oder vom EuGH geteilt, hätte sie weitreichende Folgen für die Neugestaltung des Rechts.“ (Studie, S. 214). Die Praxis deutscher Gerichte anzunehmen, „dass das Mindestlohngesetz zwar für Arbeitnehmer, nicht jedoch für arbeitnehmerähnliche Beschäftigte im Arbeitsbereich der WfbM gilt“, könne so durch eine höhere Rechtsinstanz als „Rechtsirrtum“ bewertet werden.
In ihrem „Parallelbericht an den UN-Ausschuss für die Rechte von Menschen mit Behinderungen zum 2./3. Staatenprüfverfahren Deutschlands“ monierte im Juli 2023 die „Monitoring-Stelle UN-Behindertenrechtskonvention“, dass angeblich „die Bundesregierung“ der Ansicht sei, WfbM seien Teil eines inklusiven Arbeitsmarkts im Sinne von Art. 27 UN-BRK. Damit verdeutlicht die Monitoringstellung ihren Standpunkt, dass sie das zurzeit nicht seien.

### Teilhabepolitische Reaktionen
Im Juni 2016 unterrichtete die Bundesregierung der Großen Koalition den Deutschen Bundestag über ihren Standpunkt, dass sie „[h]insichtlich der Forderung des UN-Fachausschusses Fehlanreize zu beseitigen, die Menschen mit Behinderungen am Eintritt oder Übergang in den allgemeinen Arbeitsmarkt hindern, […] derzeit keinen Handlungsbedarf“ sehe. Auch Hans-Günter Ritz sprach in einem Gutachten im Zuge der Gestaltung des Bundesteilhabegesetzes im September 2015 von „vermeintlichen Fehlanreizen der WfbM-gebundenen Sozialleistungen“. Er mahnte einerseits, dass stets der Aspekt der Gegenfinanzierung neuer Leistungen bedacht werden müsse, sah aber andererseits auch die Chance, dass „bei geschickter Regelung im Einzelnen sowohl eine sichtbare Erhöhung des Entgelts in der WfbM als auch die Gegenfinanzierung des sozialhilferechtlichen Rückgriffs erfolgen“ könne. Die Studie des BMAS führte 2023 als einziges Beispiel für eine „Sorge um finanzielle Nachteile“ Beschäftigter in einer WfbM bei einem Wechsel auf den allgemeinen Arbeitsmarkt die „Sorge um den Verlust der Erwerbsminderungsrente oder des Rentennachteilsausgleichs“ an. (Studie, S. 270)
Ausweislich der Gesetzesbegründung für das Bundesteilhabegesetz, das stufenweise ab 2017 Rechtskraft erlangte, war es ein zentrales Ziel des BTHG, die Empfehlungen des UN-Fachausschusses in das deutsche Recht zu implementieren. Zentrale Neuerungen für den Werkstattbereich waren in diesem Zusammenhang die Einführung des Budgets für Arbeit (§ 61 SGB IX) und die Möglichkeit, Leistungen, die WfbM-Beschäftigten zustanden, auch bei „anderen Leistungsanbietern“ (§ 60 SGB IX) zu erhalten.
Laut Clarissa von Drygalski ist es nur zu einem kleinen Teil gelungen, sich durch die Neuregelungen im SGB IX den Vorgaben der UN-Behindertenrechtskonvention wesentlich anzunähern. Entgegen der Empfehlung, die WfbM schrittweise abzubauen, verankere die Bundesregierung mit dem BTHG rechtsverbindlich deren Fortbestand in der aktuellen Form.

### Befragungsergebnisse
Die Studie des BMAS stützt sich auch auf die Ergebnisse „breit angelegte[r] Befragungen von Werkstattleitungen und Werkstattbeschäftigten, von deren Angehörigen und Bezugspersonen sowie von Werkstatträten, Frauenbeauftragten und ehemaligen Beschäftigten.“ (Studie, S. 5)
Mehrheiten ergaben sich demnach für die folgenden Aussagen:
Über alle Befragungsgruppen hinweg besteht beim Thema Entgeltsystem die größte Zustimmung zu der Aussage, dass eine Tätigkeit auf dem allgemeinen Arbeitsmarkt höher entlohnt werden sollte als eine Werkstattbeschäftigung. Auch für WfbM-Außenarbeitsplätze wird eine höhere Entlohnung gegenüber dem Werkstattentgelt von allen Befragtengruppen in hohem Maße befürwortet. (Studie, S. 113)

#### Werkstattleitungen
- „Lebenslanges Kindergeld ist nicht mehr zeitgemäß.“  (Studie, S. 231)
- „EM-Rente nach 20 Jahren Werkstattzugehörigkeit ist nicht mehr zeitgemäß.“  (Studie, S. 231)
- Werkstattleitungen lehnen Entgelte „in Höhe des Mindestlohnes oder in vergleichbarer Höhe wie auf dem allgemeinen Arbeitsmarkt“ ab. (Studie, S. 102)

#### Werkstatträte
Werkstatträte legen großen Wert auf „einen Kompromiss zwischen Leistungsentlohnung als Leistungsanreiz und Qualifikationsgerechtigkeit für leistungsgeminderte Beschäftigte“. (Studie, S. 110)

#### Beschäftigte
- Befragte sprechen sich mehrheitlich sowohl für „ein allgemein auskömmliches und angemessenes Entgelt in gleicher Höhe für alle Werkstattbeschäftigten“ aus als auch (vermutlich darauf aufbauend) eine stärkere leistungsorientierte Entgeltkomponente. (Studie, S. 114)
- Viele Beschäftigte halten es für diskriminierend, wenn Werkstatt-Beschäftigte trotz einer Vollzeittätigkeit auf die Grundsicherung bei Erwerbsminderung zur Finanzierung ihres Lebensunterhalts angewiesen sind. (Studie, S. 234)

Darüber hinaus spricht eine große Minderheit der Befragten den Wunsch aus, auf dem allgemeinen Arbeitsmarkt tätig zu werden. Unter den Befragten aus dem Eingangsverfahren oder Berufsbildungsbereich betrug die Quote dieser Beschäftigten 53,6 %. Mit zunehmendem Alter eines Beschäftigten und mit zunehmender Dauer des Aufenthalts in einer WfbM nimmt die Wahrscheinlichkeit ab, dass dieser WfbM-Beschäftigte den Wunsch hegt, auf dem ersten Arbeitsmarkt tätig zu werden. (Studie, S. 130 f.) 

31 Prozent der befragten Beschäftigten, Angehörigen, Vertrauten und Betreuungsverantwortlichen gaben an, die Befürchtung, Wechsler auf den allgemeinen Arbeitsmarkt würden aufgrund ihres Wechsels „später eventuell weniger Rente […] bekommen“, sei ein wesentlicher Grund für die geringe Zahl der ehemaligen Werkstatt-Beschäftigten, die bislang auf dem allgemeinen Arbeitsmarkt Beschäftigung gefunden hätten. (Studie, S. 141)

## Empfehlungen der Studie des BMAS
Aus der Analyse der Befragungen sowie der Szenarienberechnungen leiteten die Autoren der Studie Handlungsempfehlungen ab, die die Förderung des Übergangs auf den allgemeinen Arbeitsmarkt, die Einführung existenzsichernder Entgelte sowie Ansatzpunkte zur Stärkung von Inklusion und Teilhabe betreffen.

### Perspektiven auf dem allgemeinen Arbeitsmarkt
Zunächst heben die Autoren der Studie hervor, „dass ein Drittel der Werkstattbeschäftigten aus dem Arbeitsbereich einen Wechsel zumindest überlegenswert findet, zwei Drittel hingegen gar keinen Wechselwunsch haben“ (Studie, S. 149). Dass ein knappes Drittel der Werkstattbeschäftigten eine Arbeit auf dem ersten Arbeitsmarkt in Erwägung zieht, wurde am 7. November 2022 auf einer Konferenz bestätigt, an der ca. 200 Mitglieder von Werkstatträten in Deutschland teilnahmen. Diese forderten, dass die Beschäftigten selbst entscheiden können sollten, ob sie in einer WfbM oder in der freien Wirtschaft arbeiten möchten. Der Beauftragte der SPD-Bundestagsfraktion für die Belange von Menschen mit Behinderung erklärte auf dieser Veranstaltung, dass er diese Sichtweise teile, da die Umsetzung des Prinzips der Personenzentriertung den Schwerpunkt seiner Arbeit bilde.
Als Hauptgrund dafür, dass es für viele Werkstatt-Beschäftigte nicht die Option gibt, auf den allgemeinen Arbeitsmarkt wechseln zu wollen, führt die Studie an, dass „sie sich in der Werkstatt sowohl von der Tätigkeit als auch hinsichtlich der sozialen Einbindung gut aufgehoben fühlen“ (Studie, S. 149). Die Studie bezieht eine überraschende Interpretation der bislang geringen Quote des Übergangs von WfbM-Beschäftigten auf den allgemeinen Arbeitsmarkt in ihre Darlegungen ein: Die Quote könnte auch anzeigen, dass nur wenig[e] Fehler bei der Zuweisung von Menschen mit Behinderungen in eine WfbM geschehen („Fehlallokation“). „Das heißt im Umkehrschluss, dass in einer WfbM in der Regel tatsächlich die Personen arbeiten, für die eine Beschäftigung auf dem allgemeinen Arbeitsmarkt ‚nicht, noch nicht oder noch nicht wieder in Betracht kommt.‘“ (Studie, S. 125), also die Personen, die die Bundesagentur für Arbeit (während des Aufenthalts der zu begutachtenden Person im Berufsbildungsbereich und) vor der Aufnahme in den Arbeitsbereich der WfbM als „werkstattbedürftig“ diagnostiziert hat.
Bezieht man Einflüsse von Werkstattleitungen sowie Angehörigen von Beschäftigten in die Urteilsbildung ein, dann werden weitere Hemmnisse für einen Weggang aus der WfbM deutlich: „Werkstätten verlieren gute Arbeitskräfte, ihre Fitten. Eltern verlieren eine Sicherheit, Unterstützung in Form von Fahrdiensten usw. Und wenn die Beschäftigten auf den Arbeitsmarkt wechseln, droht ihnen, dass sie das Rentenprivileg verlieren. Sie haben einen höheren Druck und das Risiko der Arbeitslosigkeit.“
Wichtig sei es, so die Autoren der Studie, die Hoffnungen wechselbereiter Werkstattbeschäftigter auf eine Tätigkeit „mit besserer Arbeitsqualität und höherer Wertschätzung“, bei der sie „zugleich mehr Geld […] verdienen“, nicht zu enttäuschen ( Studie, S. 149). Dabei seien qualifizierte Beratungsangebote und eine stetige Unterstützung der Menschen mit Behinderung erforderlich. Entsprechende Rahmenbedingungen müssten, sofern noch nicht vorhanden, geschaffen werden.

### Transparentes, nachhaltiges und zukunftsfähiges Entgeltsystem
Die Studie teilt die ihr vorliegenden Vorschläge zu einer Entgeltreform in drei Gruppen ein:
- „Kleinere Veränderungen ohne strukturelle Reform“ (Studie, S. 263 f.) ,
- „Einführung eines Grund- oder Basiseinkommens“ (Studie, S. 264)  und
- „Am Mindestlohn orientierte Ansätze“ (Studie, S. 264 f.) .

Die Autoren lehnen die Vorschläge der ersten Gruppe ab, weil sich die Transparenz des Einkommens nicht wesentlich verbessere, weil sie keine grundlegende Strukturveränderung bewirkten und die Angewiesenheit vieler Werkstattbeschäftigter auf Leistungen der Grundsicherung nicht beseitigten.
Vorschläge der zweiten Gruppe würden zwar zu deutlichen Einkommenssteigerungen bei Werkstattbeschäftigten führen und, da steuerfinanziert, die Etats der Werkstätten nicht belasten sowie zu wünschenswerter Transparenz führen, würden aber den Steuerzahler stark belasten und Werkstatt-Beschäftigte nicht zu Arbeitnehmern auf dem ersten Arbeitsmarkt machen.
Die Autoren der Studie präferieren Vorschläge der dritten Gruppe, da sie den meisten Beschäftigten ein Einkommen oberhalb des Existenzminimum garantierten und deren Angewiesenheit auf Grundsicherungsleistungen beseitigten. Bei Kostenrechnungen müsse berücksichtigt werden, dass diese nachrangigen Leistungen vollständig wegfielen und dass die Möglichkeit bestehe, nur diejenigen Stunden des Aufenthalts in der WfbM mit dem Mindestlohn zu vergüten, in denen Beschäftigte produktiv tätig seien. Es müsse aber auch berücksichtigt werden, dass Entgeltzahlungen auf Mindestlohnniveau „in der Regel nicht aus dem Arbeitsergebnis finanzierbar“ seien. Vorschläge der dritten Gruppe berücksichtigten zudem die Vorgaben der UN-BRK und des Europarechts, wonach Arbeitende mit Behinderung in der Regel den Arbeitnehmerstatus haben sollten. „Eine Überwindung der Trennung zwischen dem allgemeinen Arbeitsmarkt und der „Sonderwelt“ WfbM wird dadurch sowohl objektiv aufgrund der Einheitlichkeit der geltenden Vergütungsmaßstäbe, als auch subjektiv aus Sicht der Beschäftigten erreicht, die ein Selbstverständnis der Zugehörigkeit zum Arbeitsmarkt entwickeln können.“

### Reform des Rentennachteilsausgleichs
In einem Beitrag über das Budget für Arbeit gingen die Autorinnen Lea Mattern, Tonia Rambausek-Haß und Gudrun Wansing im August 2021 davon aus, dass die Überschreitung der Grenze zwischen einer über das Budget geförderten Arbeit als „arbeitnehmerähnliche Person“ und einer Tätigkeit mit Arbeitnehmerstatus zu Einbußen beim Rentennachteilsausgleich führen werde. Eben deshalb sei aus der Sicht vieler (ehemaliger) WfbM-Beschäftigter die „fortgesetzte Annahme einer vollen Erwerbsminderung“ bei einer Zusammenarbeit mit nicht behinderten Kollegen unabdingbar.
Die Befürchtung, Beschäftigte einer WfbM würden durch ein Verlassen der Einrichtung Teile ihrer Anwartschaften auf eine Altersrente verlieren, sind allerdings nach § 162 Abs. 2a SGB VI dann gegenstandslos, wenn die ehemaligen Werkstattbeschäftigten in einem Inklusionsbetrieb Arbeit finden. Der Absatz 2a wurde mit Wirkung vom 1. Januar 2018 in das SGB VI eingefügt. Nur in Inklusionsbetrieben wird auch die Einkommensfiktion im Rentenrecht beibehalten, die zu Anwartschaften auf eine vergleichsweise hohe Altersrente führt (im Vergleich zu Personen ohne Behinderung, deren Erwerbseinkommen lebenslang nicht wesentlich über dem Mindestlohn liegt). (Studie, S. 222, Anmerkung 526)
Zur Problematik des Rentennachteilsausgleichs schreiben die Autoren der BMAS-Studie: „Das Risiko einer Armutslage während oder nach der Phase der Erwerbstätigkeit, das derzeit durch einen behinderungsbedingten WfbM-arbeitsplatzbezogenen Rentennachteilsausgleich abgesichert wird, sollte durch einerseits eine existenzsichernde Vergütung der Erwerbstätigkeit und andererseits einen auskömmlichen Altersrentenanspruch vermieden werden. Dabei muss politisch entschieden werden, ob dies weiterhin durch eine Regelung des Nachteilsausgleichs auf der Beitragsseite erfolgen soll, die nicht mehr an die WfbM als Arbeitsplatz gekoppelt ist, oder ob eine Weiterentwicklung auf der Leistungsseite in der Systematik des Grundrentenzuschlags erfolgt.“ (Studie, S. 32)

## Rezeption der Studie und ihrer Inhalte

### Akteure im Werkstattsystem

#### Leistungsanbieter
Die Bundesarbeitsgemeinschaft Inklusionsfirmen (BAG if) begrüßte es im September 2023, dass die BMAS-Studie vier Handlungsfelder anspreche, „die das BMAS nun mit allen relevanten Akteuren (Werkstattträgern, Kostenträgern, Ländern, Verbänden von Menschen mit Behinderungen, Interessenvertreter*innen, etc.) in einem strukturierten Dialogprozess beraten“ wolle. Neben den beiden im Titel der Studie vorgegebenen Handlungsfeldern handelt es sich dabei um die Felder „Zugang in die Werkstatt“ und „Teilhabe von Menschen mit komplexen Behinderungen“. Das Thema „Personenkreis Menschen mit komplexer Behinderung“ wurde 2023 auch in den Sammelband „Zukunft der Werkstätten. Perspektiven für und von Menschen mit Behinderung zwischen Teilhabe-Auftrag und Mindestlohn“ aufgenommen; es wurde aber in der Studie des BMAS nur am Rande behandelt.
Am 4. Oktober 2023 bezog die BAG WfbM zu den Plänen des BMAS Stellung. Auch die Dienstleistungsgewerkschaft Ver.di beteiligte sich an dem Diskurs über die Reform des Werkstattsystems. Sie betonte allerdings, „dass wir keine Gesamtstrategie für einen inklusiven Arbeitsmarkt vorlegen, da Werkstätten hierfür nur eine Stellschraube sind“.

#### Werkstatträte der WfbM
Die Werkstatträte Deutschland (WRD) begrüßen Initiativen zur Änderung der Arbeit in Werkstätten. Sie betonen allerdings, dass laut der Studie 88 Prozent der WfbM-Beschäftigten mit ihrer Arbeit in einer Werkstatt zufrieden seien. Daher könne es bei einer Reform „nicht um die Abschaffung eines bisher bewährten und verlässlichen Arbeitsangebots gehen, sondern lediglich um eine Veränderung der Werkstätten hin zu inklusiven Unternehmen.“ Gemeint ist damit, dass Werkstätten zu einer Art Inklusionsbetrieb mit einem hohen Anteil von Menschen mit Behinderung weiterentwickelt werden sollen. Den Werkstatträten ist es wichtig, dass die bisherigen besonderen Schutzrechte aus dem arbeitnehmerähnlichen Rechtsverhältnis, wie Arbeitsplatzgarantie und praktische Unkündbarkeit, erhalten bleiben. Wichtig sei es aber auch, dass in Zukunft kein WfbM-Beschäftigter mehr zur Sicherung seines Unterhalts auf Leistungen der Grundsicherung angewiesen sei.

### Sozialverbände
Im November 2022 unterstützte die Diakonie Deutschland die Forderung nach einem Arbeitsentgelt auf Mindestlohnniveau für Werkstatt-Beschäftigte. Die These, dass „durch Arbeit erwirtschaftetes Einkommen […] zum Leben reichen“ müsse, ergebe sich unzweifelhaft aus Art. 27 der UN-Behindertenrechtskonvention. „Eine Beschäftigung in der WfbM muss zur Unabhängigkeit von Leistungen der Grundsicherung führen. Als Untergrenze für ein auskömmliches Entgelt gilt die Höhe des gesetzlichen Mindestlohnes.“
Am 17. Januar 2024 fasste der Bundesverband Caritas Behindertenhilfe und Psychiatrie (CBP) seine Haltung zur Reform des Werkstattsystems mit den Worten zusammen:
- Der Zugang zur inklusiven beruflichen Bildung und zum inklusiven Arbeitsmarkt muss für alle Menschen mit Behinderung sichergestellt werden. Die Aufgabe der Leistungsträger ist es, differenzierte Angebote zur Teilhabe am Arbeitsleben personenzentriert und dauerhaft zu finanzieren.
- Die Werkstatt für behinderte Menschen ist vorrangig eine Einrichtung zur beruflichen Rehabilitation. Sie findet ihre Legitimation in Artikel 26 der UN-BRK und ist als solche erforderlich im Kontext des heutigen Arbeitsmarktes.
- Der Anspruch auf die Teilhabe am Arbeitsleben muss für alle Menschen mit Schwerst- und Mehrfachbehinderung sichergestellt werden und darf nicht vom Kriterium des sog. ‚Mindestmaßes wirtschaftlich verwertbarer Arbeitsleistung‘ (§ 219 Abs. 2 SGB IX) abhängig gemacht werden.
- Die Rahmenbedingungen auf dem allgemeinen Arbeitsmarkt müssen inklusiv und barrierefrei gestaltet werden.

„Arbeit soll sich lohnen! Die Beschäftigten in einer Werkstatt sollen die Chance haben, durch ihre Arbeit unabhängig von ergänzenden Sozialleistungen zu werden.“ Konkret schlägt der PCB „ein öffentlich finanziertes ‚Teilhabegeld‘ auf Basis von 15 Wochenstunden Mindestlohn bei einer Vollzeitbeschäftigung in der WfbM“ vor.

### Politiker

#### Bundesregierung
Jürgen Dusel, Beauftragter der Bundesregierung für die Belange von Menschen mit Behinderungen, legte am 23. November 2022 seine Position zum Arbeitnehmerstatus von Werkstatt-Beschäftigten, zum Mindestlohn und zum Fortbestand des Rentennachteilsausgleichs dar. Grundsätzlich spreche nichts dagegen, den Mindestlohn einzuführen, sofern die Rentenanwartschaften, die derzeit bestünden und sehr gut seien, beibehalten würden. Arbeitnehmerrechte zögen aber Arbeitnehmerpflichten nach sich, am Ende müsse man über Kündigungen von Menschen mit Behinderungen sprechen.

#### CDU/CSU-Bundestagsfraktion
In einer Pressemitteilung kritisierte Wilfried Oellers, Sprecher der CDU/CSU-Bundestagsfraktion für die Belange von Menschen mit Behinderungen, am 18. September 2023, dass die „Werkstattstudie“ an entscheidenden Stellen vage bleibe. „Völlig unbeantwortet“ bleibe, wie der von den Autoren der Studie empfohlene Weg eines steuersubventionierten Mindestlohnmodells bei einer gleichzeitigen Beibehaltung von Schutzmechanismen wie dem Rentennachteilsausgleich beschritten werden könne.

### Deutsches Institut für Menschenrechte
Das DIM betonte im März 2024 „die zentrale Bedeutung [der] Reform“, die „bei der Follow-up-Konferenz zur 2./3. Staatenprüfung zum Umsetzungstand der UN-Behindertenrechtskonvention (UN-BRK) in Deutschland am 27. Februar 2024 deutlich geworden“ sei. „Segregierende Strukturen dürfen nicht weiter aufrechterhalten, sondern müssen aufgebrochen und verringert werden: Für ein inklusives System sind effektive Übergänge vom Lernen in der Schule zu beruflicher Bildung und Hochschulbildung bis schließlich zur Arbeit sicherzustellen. Ohne echte Wahlmöglichkeiten während aller Phasen des Lern- und Arbeitslebens kann ein inklusives System nicht entstehen. Deutschland ist als Vertragsstaat ohne Abstriche der UN-BRK verpflichtet und muss Menschen mit Behinderungen die Teilhabe an (Berufs-)Bildung und Erwerbsleben gleichberechtigt mit Menschen ohne Behinderungen gewährleisten.“
Wichtig seien im Hinblick auf Art. 24 und 27 BRK eine konsequente Personenzentrierung und die Beachtung des Wunsch- und Wahlrechts Betroffener, eine höhere Durchlässigkeit und passende Rahmenbedingungen beim Übergang auf den Ersten Arbeitsmarkt, ein existenzsicherndes Entgelt in Werkstätten für Menschen mit Behinderungen sowie die Beachtung des Rechts auf Arbeit unabhängig von Komplexität der Behinderung. Dass in Deutschland „Sonderstrukturen“ im Jahr 2024 immer noch „stark ausgebaut“ seien, bewertet das DIM als „konventionswidrig“. Für viele Menschen bestehe „praktisch nur die Möglichkeit einer segregierten Beschäftigung“. „Werkstätten in ihrer heutigen Form […] sind nicht Teil eines inklusiven Arbeitsmarktes. Im Gegenteil sind sie ein Anzeiger dafür, wie wenig inklusiv der heutige Arbeitsmarkt immer noch ist.“
Unklar ist, welche Folgen die Missachtung von Auflagen aus dem Ergebnis der UN-Staatenprüfungen durch deutsche Politiker haben werden. So merkte Clarissa von Drygalski an, dass ein UN-Fachausschuss Deutschland empfohlen habe, die Institution WfbM schrittweise abzuschaffen. Die 2018 gestellte Frage, wie viele Werkstätten in Deutschland seit 2015 geschlossen worden seien, habe die Bundesregierung nicht beantwortet. Bereits 2014, so von Drygalski, habe sich die Bundesregierung für den Erhalt des Werkstattwesens positioniert.

### Arbeitgebervertreter
Zum Jahresbeginn 2024 zeichnete sich ab, dass viele Praktiker davon ausgehen, dass sich eine Umsetzung der Vorgaben der für das BMAS angefertigten Studie nicht vermeiden lasse. Der Unternehmensberater Michael Schake sagte z. B. voraus, dass die berufliche Bildung vermutlich tatsächlich aus dem Werkstattsystem ausgegliedert werden werde. Da es Ziel der Ausgliederung sei, den Nachwuchs vorbei an den Werkstätten auf den ersten Arbeitsmarkt zu bringen, werde im Erfolgsfall weniger Nachwuchs in die WfbM kommen. Die Erhöhung von betriebsintegrierten Arbeitsplätzen und Übergängen auf den allgemeinen Arbeitsmarkt werde Ähnliches bewirken. Diese Entwicklung sei notwendig für eine gute Teilhabe von Menschen mit Behinderungen. Doch man höhle damit die Produktionsbereiche zunehmend aus. Deswegen werde es künftig für WfbM noch wichtiger sein, sich betriebswirtschaftlich neu und stabil auszurichten und Produktion und Rehabilitation wirtschaftlich getrennt voneinander zu bewerten. Schake „möchte die Werkstätten ermutigen, die aktuelle Entgeltstudie und ihre Empfehlungen nicht als herausfordernde Hürde oder gar als Hindernis zu betrachten, sondern vielmehr als Chance und Motivation.“

## Aktionsplan und Gesetzgebungsverfahren
Der Prozess der Gesetzgebung begann Anfang 2024. Er ist eng mit dem vom Bundesministerium für Arbeit und Soziales erstellten Aktionsplan zur Weiterentwicklung von WfbM und der Arbeit an einem Zweiten Gesetz zur Förderung eines inklusiven Arbeitsmarkts verbunden. Einen detaillierten Zeitplan für das Gesetzgebungsverfahren nannte das BMAS im August 2024 nicht.
Takis Mehmet Ali, seit dem 15. Februar 2022 „Beauftragter für die Belange von Menschen mit Behinderungen“ der SPD-Bundestags-Fraktion, bewertete es im März 2024 als schwierig, die seiner Ansicht nach vordringliche Regelung der Frage der Löhne von Beschäftigten in einer WfbM gleichzeitig mit Fragen der Finanzierung und der Strukturreform der WfbM zu regeln. Dies sei aber sachlich erforderlich. Mehmet Ali betonte, dass die „fiskalischen Herausforderungen“ im Jahr 2024 „die Situation nicht gerade einfacher“ machten.
Am 4. September 2024 teilte der Bundesrechnungshof mit, das Bundesministerium für Arbeit und Soziales habe auf eine Anfrage geantwortet, dass bis zum damals angenommenen Ende der Legislaturperiode die entscheidungsreifen Teile des Gesamtpakets durch ein „Zweites Gesetz zur Förderung eines inklusiven Arbeitsmarkts“ beschlossen werden sollen. Die übrigen Teile sollten nach der Bundestagswahl 2025 entscheidungsreif sein.
Am 2. Dezember 2024 – nach dem Ende der Ampel-Koalition – mahnte Andrea Stratmann, Vorsitzende der Bundesarbeitsgemeinschaft Werkstatt für behinderte Menschen (BAG WfbM), der Bruch der Ampelkoalition am 6. November 2024 dürfe nicht dazu führen, dass auf unabsehbare Zeit ein Gesetzentwurf zur Werkstättenreform vom Bundesministerium für Arbeit und Soziales nicht vorgelegt werde.